# Leucocyphoniscus torrii
Leucocyphoniscus torrii là một loài chân đều trong họ Trichoniscidae. Loài này được Arcangeli miêu tả khoa học năm 1943.